# اللهجة الهلالية
اللهجة الهلالية هي لهجة قبائل بنو هلال العربية، لَعِبت دورا بالغا في بزوغ العامِّية المصرية واللهجات المغاربية. وهي لهجة واسعة الإنتشار بِشبه الجزيرة العربية، بلاد الشام، زيادة عن شمال إفريقيا.

## أهميتها
تعتبر اللهجة الهلالية لِسان غَالِبية عَرب شمال إفريقيا (مصر والمغرب العربي) مما يجعلها ذات أهمية كبيرة للباحثين في أصول اللهجات المغاربية.
كما أنها لهجة بدوية لها قاموس عربي ضخم يعود إلى ما قبل الجاهلية. ويمكن استعمال مفرداتها عوض ما لا يوجد في كلام العرب المحصور في قاموس لسان العرب.

## تاريخها
هاجرت القبائل الهلالية من الجزيرة العربية إلى مصر تم انطلقت من صعيد مصر إلى شمال إفريقيا فيما عرف تاريخيا بالتغريبة الهلالية التي ضمت بالإضافة إلى قبائل بني هلال كل من بن عامر وبن صعصعة.
كَثرة الهِلاليين جعل من لِسانهم يغلب على لِسان القبائل العربية الأخرى، فانتشرت لهجتهم كما أنها تأثرت في بعض المناطق من اللهجة السُّلَيمية.

### التغريبة الهلالية
تَغَلَّبَ الفاطميون على قبيلة بنو هلال بعد عدائها لهم فنقلوها إلى صعيد مصر أول مرة ثم بَدَا لهم أن يتخلصوا منها نهائيا ومن أعدائهم في شمال إفريقيا فسمحوا لها ولأحلافها بعبور النيل. وهكذا بدأت ملحمة دامت عدة قرون وكان ذلك عام 1149م. وصف ابن خلدون التغريبة الهلالية بانتقال العرب إلى أفريقيا (نظرا لِكَثرة عددهم). وتُعرف كذلك بالهجرة القيسية نسبة إلى أن أغلب القبائل المهاجرة تندرج تحت الفرع القيسي من العرب العدنانية.
عندما أوقع الخليفة أبو يوسف يعقوب بن يوسف المنصور الموحدي بعرب إفريقيا الشمالية المهاجرة من شبه الجزيرة العربية، وبعد أن هزمهم نقل جمهورهم من المغربين الأوسط والأدنى إلى دواخل المغرب الأقصى سنة 584.

## تصنيفاتها
تُشحَن اللهجة الهلالية بالكلام غير العربي وتبقى عربية قحة، لأن نظامها اللغوي عربي، فالكلام فيه الثابت (يقال عند جميع العرب) والغير الثابت هو الكلام الخاص بجهة أو قبيلة مثل شوفت ورَيْت والدخيل مثل الباغكينڭ، بيباي التي دخلت مع المستعمر وانتشر كلامها بين الهِلاليِّين المغاربة ومنها أغنية ميريكان، ما تسمع إلا كمان بَيْبايْ التهكمية للمرحوم حسين السلاوي.

### اللهجة الهلالية المغربية

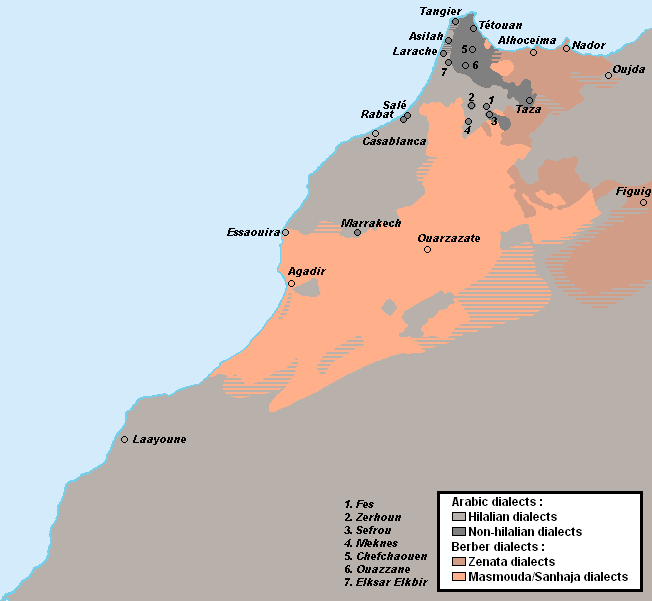
1. اللون الرمادي المفتوح يمثل انتشار اللهجات العربية الهلالية.
2. اللون الرمادي المغلوق يمثل انتشار اللهجات العربية الغير الهلالية.

تُعرَفُ اللهجة الهلالية عند المغاربة باسم اللهجة العروبية، يَتَمَحْوَر الناطقين بها في المدن التالية: الدار البيضاء، الرباط، المحمدية، القنيطرة، مكناس، وجدة، الجديدة، آسفي، مراكش، الصويرة، خريبكة، بني ملال.

#### تشابه مفردات الهلاليتين المشرقية والمغربية[10]
- الهلالية المشرقية: تكرفس = تدحرج.
- العْرُوبِيَّة: تكرفس = تستعمل بنفس المعنى وأحيانا تعني (تَمَّ إرهاقه).
- الهلالية المشرقية: اقديت = احسنت = فعلت الصواب.
- العْرُوبِيَّة: في اللهجة العروبية المغربية نقول “قضيت الغرض” بمعنى أنجزت الغرض المطلوب منك.
- الهلالية المشرقية: صاح الله عليك = نوع من المعايرة، هنا جاءت كتعبير مجازي، وفي اللهجة العروبية المغربية نقول “تبارك الله عليك”.
- الهلالية المشرقية: كراعيني = سيقاني.
- العْرُوبِيَّة: يُقال “كرعينك” بمعنى “كرعاي”.
- الهلالية المشرقية: مقحط = ضايق.
- العْرُوبِيَّة: يُقال “مكحط”.
- الهلالية المشرقية: انطم = اسكت.
- العْرُوبِيَّة: يُقال “اضرب الطم” بمعنى اسكت.
- الهلالية المشرقية: باح = خلص.
- العْرُوبِيَّة: يُقال “بَحّْ” بمعنى “لا شيء”
- الهلالية المشرقية: قبس = نار، في اللهجة العروبية المغربية نادر ما تستعمل للدعوة على شخص ما “الله يقبسك”.
- أمثلة إضافية: امسطي=مجنون، اشنو بغيتي=مادا تريد، هاك=خود=امسك.

#### تشابه عبارات الإستِفهام في الهلاليتين المشرقية والمغربية[10]
- الهلالية المشرقية: بحال أي شيء؟
- العْرُوبِيَّة: بحالاش؟ مُكَوَّنة من «ب + حال + اش» وهي اختزال في اللفظ العامي لِ: بحال أي شيء؟
- الهلالية المشرقية: في حال أي شيء؟
- العْرُوبِيَّة: فحالاش؟
- الهلالية المشرقية: في أي شيء؟
- العْرُوبِيَّة: فَاش؟

### اللهجة الهلالية الجزائرية

#### بين اللهجة الهلالية والسليمية
- سبب اختلاف اللهجات المغربية والجزائرية هو اختلاف لهجات القبائل الهلالية والسليمية التي سيطرت على تلك المناطق، في المغرب لا يظهر التباين بين اللهجتين (الهلالية والسليمية) نظرا لغَلبة اللهجة الهلالية، لكن في الجزائر الاختلاف واضح للعيان.
- لكل لهجة رنة حيث هناك تقارب بين رنة اللهجة التبسية ورنة اللهجة السوفية لكنها تختلف مقارنة مع اللهجة البسكرية، السطايفية، أو الوهرانية.
- لهجة عنابة، تبسة ووادي سوف ذات رنة وصولفاج متقارب جدا مقارنة برنة بقية اللهجات العربية في الجزائر.
- جاء في قانون الخلدوني {المغلوب مولع بتقليد الغالب}. وكما هو معروف أن منذ قدوم بني سليم إلى أفريقيا أي من طرابلس إلى تونس إلى الشرق الجزائري هم الغالبين على بوادي المنطقة وتأثر بهم هوارة، دريد، رياح وغيرهم من العرب والبربر في اللهجة، اللباس والزي.
- عكس منطقة غرب الشرق الجزائري أي خط سكيكدة، قسنطينة، سطيف، باتنة، عنابة بسكرة، واد ريغ إلى ورقلة حيث غلبت قبائل بني رياح على المنطقة تقريبا لذالك اللهجة العربية في هذه المنطقة تختلف في رنتها على المنطقة الأخرى.
- الزاب الشرقي هو مجال لقبائل كرفة الهلالية والتي رنتها قريبة إلى رنة بني سليم لذالك تختلف لهجتهم على الزاب الغربي حيث الغالبية لقبائل بدو بني رياح.
- رنة اللهجة في رحمان في المغير تتطابق مع رنة عرب طولقة من الرياحيين (هذا يدل على انتشار رنة رياح على بقية الأصول).
- سكان رحمان (الرياحية الهلالية) تابعين إلى ولاية الوادي التي يكثر فيها السوافة (قبائل بني سليم)، ولهجتهم تختلف جذريا رغم كونهم جيران ومن نفس الولاية.
- ولا يخفى الفرق بين لهجة قبائل سليم من بني عوف في أقصى الشرق الجزائري ولهجة قبائل بني رياح الهلالية في وسط الشرق الجزائري (أي ببساطة هناك فرق بين لهجة تبسة حيث تغلب لهجة بني سليم ولهجة سطيف حيث تغلب لهجة بني رياح).